# Euophrys mapuche
Euophrys mapuche là một loài nhện trong họ Salticidae.
Loài này thuộc chi Euophrys. Euophrys mapuche được María Elena Galiano miêu tả năm 1968.